# Dulovits Jenő
Dulovits Jenő (Ipolyság, 1903. június 22. – Budapest, 1972. július 24.) matematikus, fényképész, többek között a Duflex, a világ első tükörreflexes fényképezőgépének feltalálója. A fotótörténet és fotótechnika történet világviszonylatban is egyik kiemelkedő alakja. Nevéhez kötődik számos fotográfiai találmány, többek közt a Duto lágyító előtétlencse és a Duflex. Sajátos fotóstílusa, mely az ellenfény, a lágyítás és a fény-árnyék kiegyenlítésén alapult akkoriban annyira népszerű volt az egész világon, hogy az ő munkássága révén nevezték el magyar stílusnak.
| Dulovits Jenő                             | Dulovits Jenő                             |
| Kattints az alábbi külső linkek egyikére! | Kattints az alábbi külső linkek egyikére! |
| ----------------------------------------- | ----------------------------------------- |
| Nem található szabad kép.(?)              |                                           |
| külső link · jogvédett                    | Dulovits Jenő fényképe                    |

A Fény szerelmese vagyok. Hiszem és vallom, hogy a fénykép legnagyobb erénye csakis a Fény kifejezése, hangsúlyozása lehet. Bizonyára mások is vallják ezt, mert sokat írnak és szavalnak a Fény fontos szerepéről, de nem mutatják meg a hozzá vezető utat, mivel nem ismerik. Én rátaláltam erre az útra és azt őszintén, becsületesen meg is mutatom. Add a kezed, kedves Olvasó, tarts velem és elvezetlek a Fény, meg a vele kifejezhető Szépség birodalmába. Azt akarom, hogy Te is a Fény szerelmese légy. Mindent elkövetek ennek az érdekében, bár a könyv méretei, az anyagi korlátok eléggé megkötik a kezeimet. Mindezek ellenére is bízom abban, hogy sikerül majd elérnem a célomat.

## Élete
Dulovits Miksa és Prausz Margit gyermekeként született. A Pázmány Péter Tudományegyetemen matematika–fizika szakos tanári diplomát szerzett. 1936–1947 között a Medve Utcai Polgári Iskolában matematikát tanított. A második világháború után a Gamma Művekben konstruktőrként dolgozott. Az 1920-as évek közepén kezdett el intenzíven fényképezéssel foglalkozni. Fotóművészként az ellenfényes fényképezés mestere volt, fotóit világszerte jegyezték. Tóth Miklós mérnökkel együtt dolgozta ki a felvétel lágyítására szolgáló, világszerte elterjedt Duto (Dulovits-Tóth) előtétlencsét. 1931 és 1958 között 13 szabadalmat jelentett be, egy részük a fénykép éles rajzát feloldó, lággyá tevő előtétlencsére, míg a többi egy gyakorló fényképész által elképzelt, ideálisan használható fényképezőgépre vonatkozott. 1943-ban szabadalmaztatta a fototechnika történetében korszakos jelentőségű Duflex-et, a világon az első tükörreflexes, kisfilmes és beugrórekeszes objektívvel működő fényképezőgépet. A sorozatgyártás csak a második világháború után indulhatott meg, de egy év múlva szovjet nyomásra fel is kellett függeszteni.
1943-ban ő volt Szőts István Kádár Kata című filmjének operatőre, s több szakkönyve jelent meg.

## A Duflex

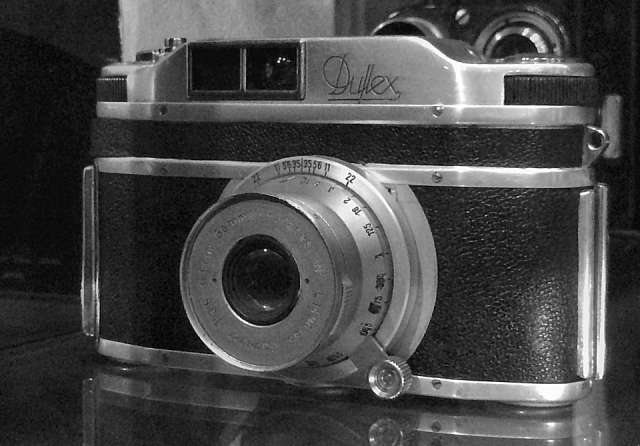
A Duflex egy fennmaradt példánya a Magyar Fotográfiai Múzeumban

„A Duflex a szinte egyáltalán nem létező magyar fényképezőgép-gyártásból bukkan elő, technikailag maga mögé utasítva a Leicát, a Contaxot, az Exaktát, hogy csak a németeket említsük. A Szovjetunió végleg lemarad, meg hát kitűnően el van a Leica- és Contax-másolatokkal, illetve a háborús jóvátétel Exactákkal, Contaflexekkel. A japánok (Canon, Asahi – Pentax, Miranda, Nikon, Olympus...) még csak álmodoznak, szövögetik világmegváltó terveiket, részben éppen Dulovits tanár úr találmányaira alapozva.”
A készülék egyaknás tükörreflexes szerkezetű (egyobjektíves) kisfilmes gép. Zársebessége egy másodperctől 1/1000-ig állítható (acél redőnyzárral), de van B állás is hosszú idejű expozíciók céljára. Objektívnyilása 1:3,5, kétféle gyújtótávolsággal: 50 mm normál és 90 mm teleobjektívvel készült.  A frontlencse mögött három tagból álló ragasztott lencse áll, az objektív hátsó része háromtagú ragasztott lencse. A tükörreflex rendszere lehetővé tette, hogy a fotós ne fordított, hanem helyes állású képet lásson.  
Gyártását leállítják nagy valószínűséggel szovjet nyomásra a sorozatgyártását gazdaságtalanságra hivatkozva. Nem tudni, pontosan hány Duflex készült a Gammában. Az egyik legkeresettebb gyűjtőobjektum. Működőképes és közepes esztétikai állapotú gép nem marad a milliós határ alatt ma az árveréseken. A különös műgonddal összeszerelt prototípust a Gamma Optikai Művek kötelességszerűen átadta a Műszaki Múzeumnak. Az összes többi magyar fényképezőgép társaságában itt volt a 001-es Duflex kiállítva a kilencvenes években, mígnem a múzeumba betörtek, és a teljes magyar kollekciót elrabolták. Kifürkészhetetlen utakon jutott el a lopott proto-Duflex Japánba és került egy dúsgazdag gyűjtő tulajdonába. Felmerült az Országos Műszaki Múzeum részéről a visszavásárlás gondolata is, de még a négymillió forintos ár sem elég kecsegtető az új tulajdonos számára.

## Írásai
1937-ben jelent meg első könyve, melyet – különböző kiadásokban – még húsz követett 1957-ig.
Magyarul:
- Művészi fényképezés. Stephaneum Nyomda, 1940, II. kiadás 1942. A szerző 200 fényképével
- Így fényképezek. Műszaki Könyvkiadó, 1957

Idegen nyelven:
- Lichtkontraste und ihre Überwindung. Wien, Die Galerie, 1937
- Meine technik, meine bilder. VEB Wilhelm Knapp Verlag, 1954